# Morokia bennigseni
Morokia bennigseni är en skalbaggsart som beskrevs av Heller 1911. Morokia bennigseni ingår i släktet Morokia och familjen Cetoniidae. Inga underarter finns listade i Catalogue of Life.